# Herenigingspaleis
Het Herenigingspaleis (Vietnamees: Hội trường Thống Nhất; Engels: Reunification Palace) is een paleis in Ho Chi Minhstad, Vietnam. De bouw vond plaats in de periode van 1962 tot 1966, naar een ontwerp van de Vietnamese architect Ngô Viết Thụ. Het staat op de plek van het voormalige Norodompaleis, dat in de periode 1868 tot 1873 werd gebouwd door Franse kolonisten.
Tot 1945 werd het gebruikt door de Franse gouverneurs van Cochin China. In de Vietnamoorlog was dit het presidentiële paleis van Zuid-Vietnam. Het paleis is de plek waar het einde van de Vietnamoorlog werd ingeluid met de val van Saigon toen een Noord-Vietnamese tank door de hekken van het paleis stormde en soldaten de vlag van het Saigonregime van het dak neerhaalden en president Duong Van Minh arresteerden.
Tegenwoordig is het paleis een toeristische trekpleister en doet het dienst als museum. Bezoekers kunnen veel van de zalen en vertrekken met originele jaren 60 en 70 interieur bekijken. Ook de bunker is open voor bezichtiging.

## Norodompaleis
In 1868 hadden de Fransen het grootste deel van Vietnam gekoloniseerd. Ze gaven opdracht tot de bouw van een paleis in Saigon (zoals Ho Chi Minhstad toen nog heette) als zetel voor de Franse gouverneurs van Cochin-China. Het complex besloeg 12 hectare waarop het paleis met een 80m brede voorgevel stond tussen ruim opgezette groene tuinen met brede lanen. De meeste bouwmaterialen werden geïmporteerd uit Frankrijk. Het paleis kreeg de naam Norodompaleis, naar de toenmalige koning van Cambodja, Norodom. Later zouden alle Franse gouverneurs van heel Frans Indochina het paleis gebruiken als kantoor en ambtswoning.
Tijdens de Tweede Wereldoorlog, in maart 1945, versloeg Japan de Fransen in Frans Indochina. Het Norodompaleis werd het hoofdkwartier van de Japanse kolonialistische bestuurders in Vietnam. Een half jaar later gaf Japan zich over aan de geallieerden en de Fransen kwamen terug aan de macht en trokken weer in het paleis. Nadat de Fransen in 1954 in de slag van Dien Bien Phu door de Vietminh waren verslagen, werd de deling van Vietnam op 21 juli 1954 geformaliseerd in de akkoorden van Genève. Saigon werd hiermee de hoofdstad van Zuid-Vietnam en het Norodompaleis werd overgedragen aan president Ngô Đình Diệm.
Op 27 februari 1962 vielen twee afvallige Zuid-Vietnamese piloten van de luchtmacht het paleis aan. Ze vlogen hun twee Douglas A-1 Skyraiders naar het paleis en bombardeerden het. De schade was zo groot, dat de president opdracht gaf het paleis te slopen en een nieuw paleis te laten bouwen op dezelfde plek: het huidige Herenigingspaleis.

## Onafhankelijkheidspaleis / Herenigingspaleis
De bouw van het nieuwe Onafhankelijkheidspaleis begon op 1 juli 1962. In de tussentijd verhuisde de president naar het Gia Long Paleis (tegenwoordig het Ho Chi Minhstad museum). Echter, Ngô Đình Diệm zou het paleis nooit afgebouwd zien worden aangezien hij op in november 1963 werd vermoord tijdens een succesvolle coup geleid door generaal Duong Van Minh. Het Onafhankelijkheidspaleis werd geopend op 31 oktober 1966.
Op 30 april 1975 om 10:45 uur in de ochtend stormde een tank van het Noord-Vietnamese leger door de hekken van het paleis. Soldaten gingen het paleis binnen en haalden de vlag van het Saigonregime van het dak en arresteerden president Duong Van Minh. Deze gebeurtenis en de val van Saigon luidden het einde in van de Vietnamoorlog. In november 1975 werden na onderhandelingen het communistische Noord-Vietnam en het tot dan toe zelfstandige Zuid-Vietnam samengevoegd tot de Socialistische Republiek Vietnam. De naam van het paleis wordt veranderend in Herenigingspaleis.

## Afbeeldingen

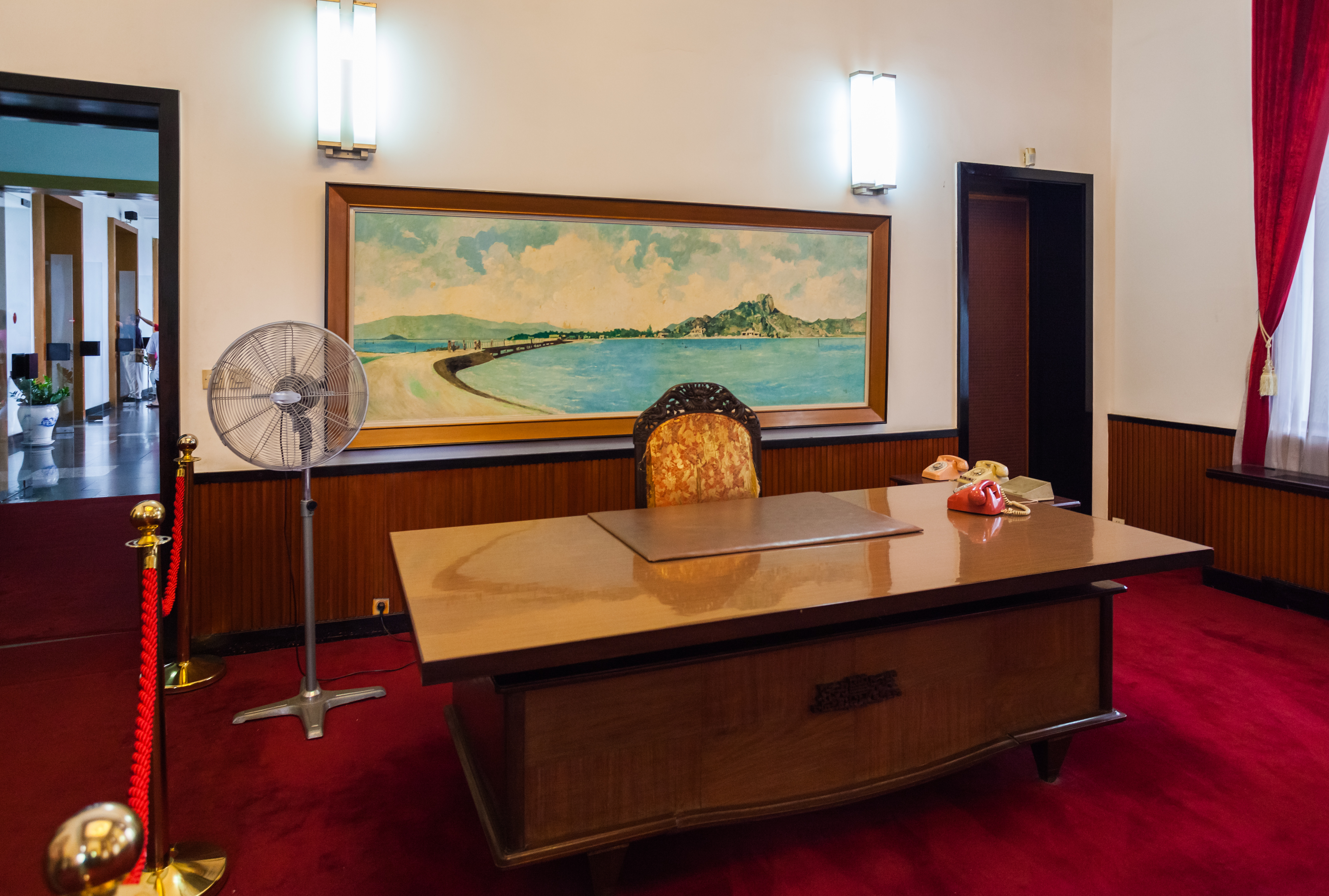
Voormalige werkkamer van de president
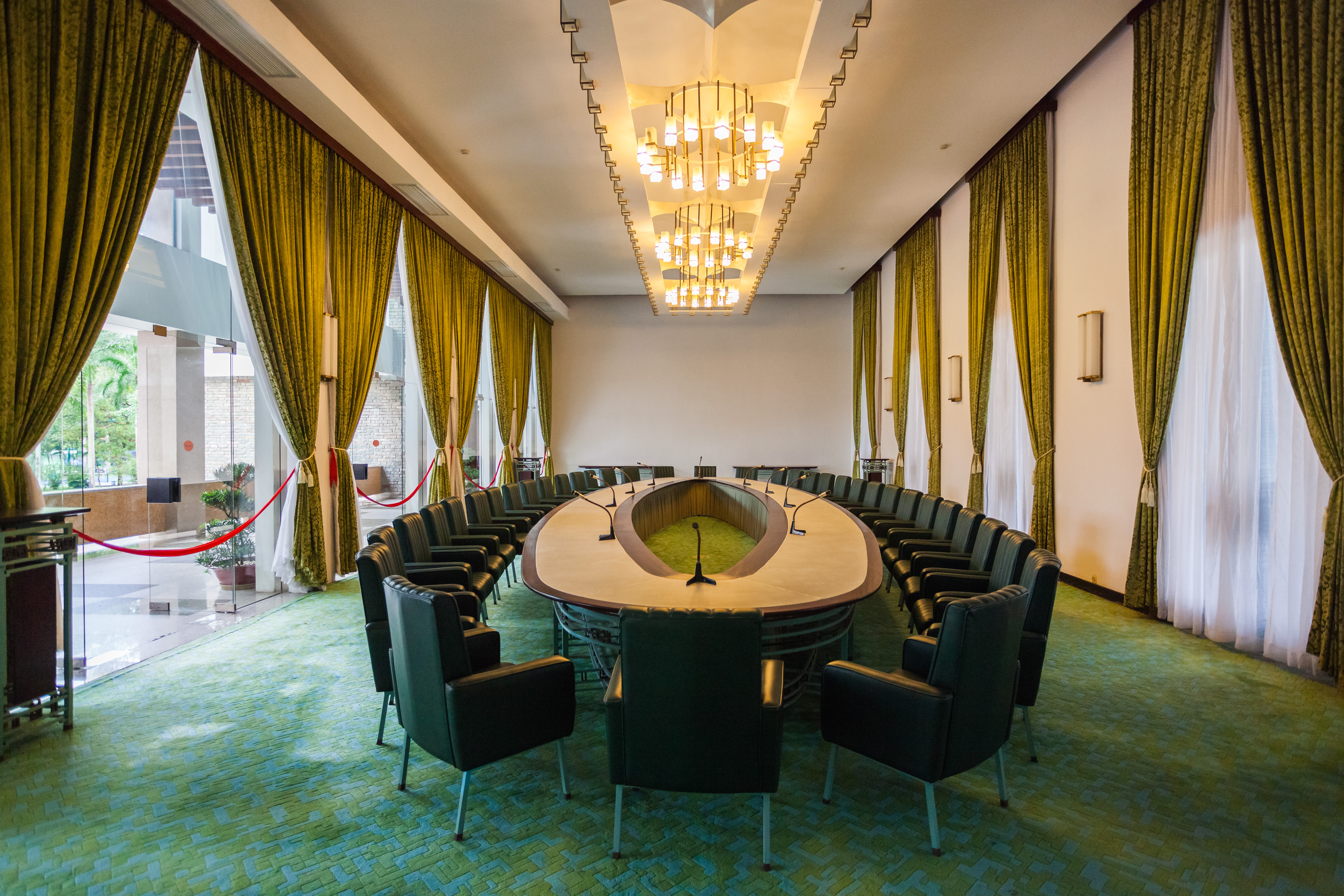
Vergaderzaal ministers
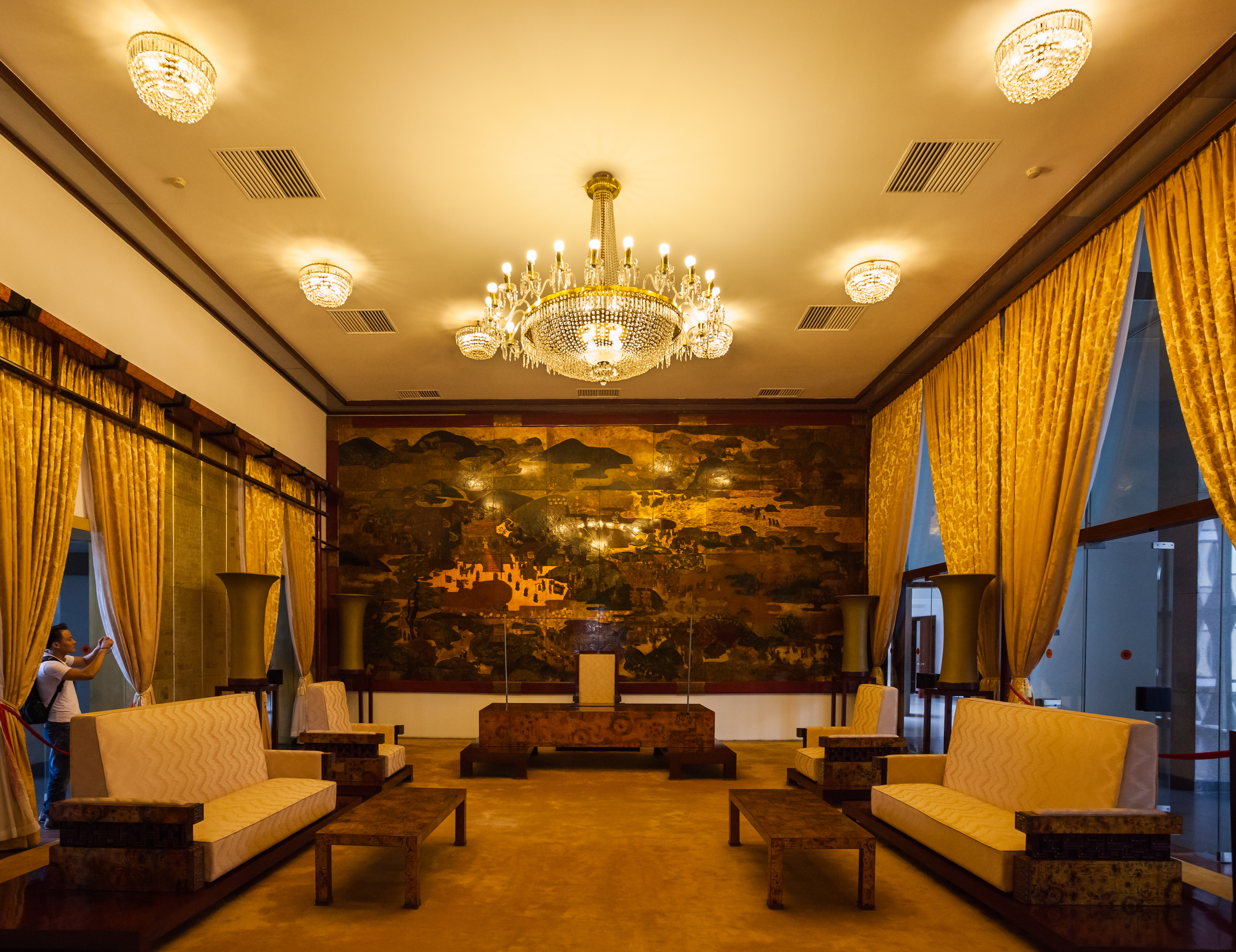
Kamer voor ontvangst van ambassadeurs
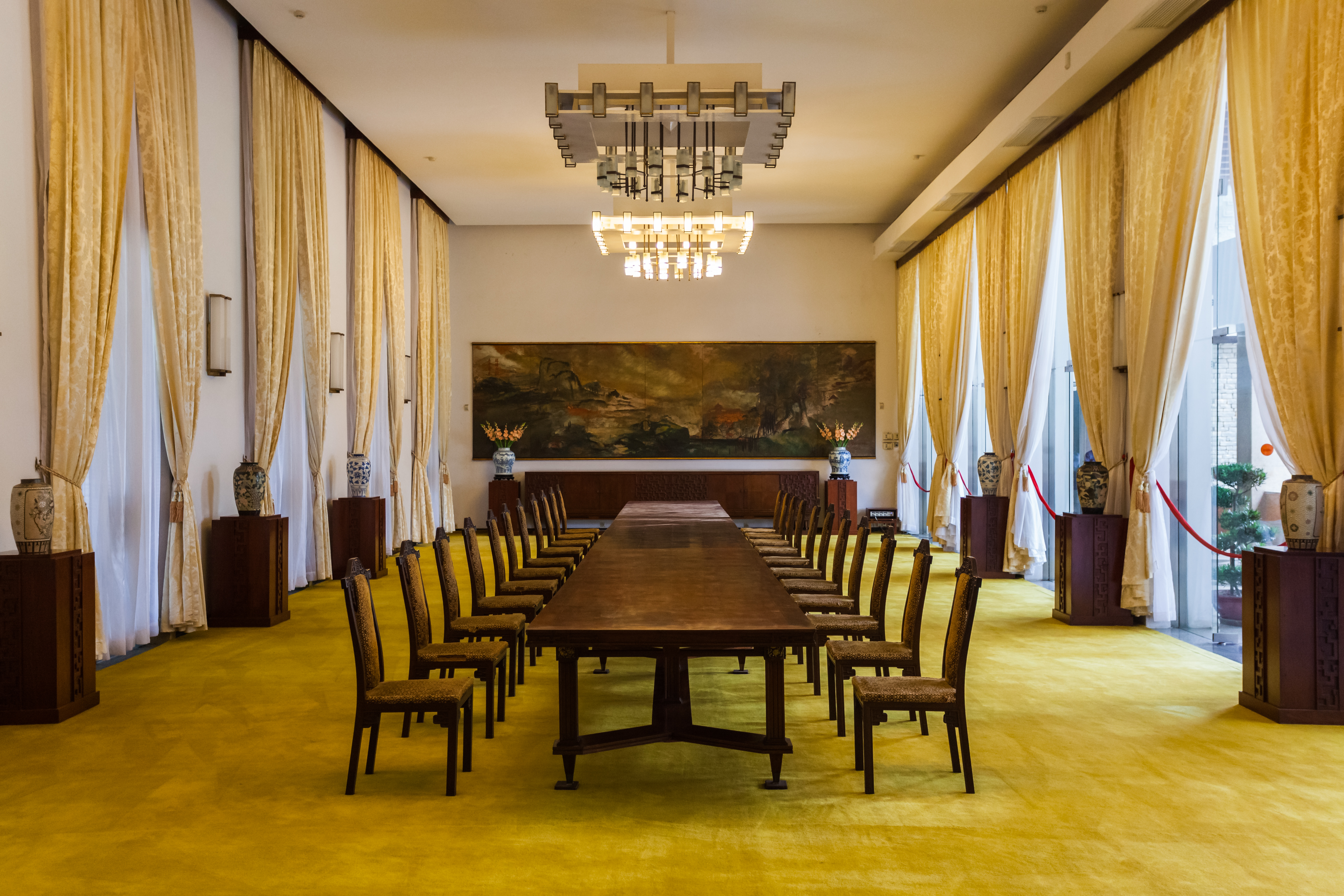
Eetzaal
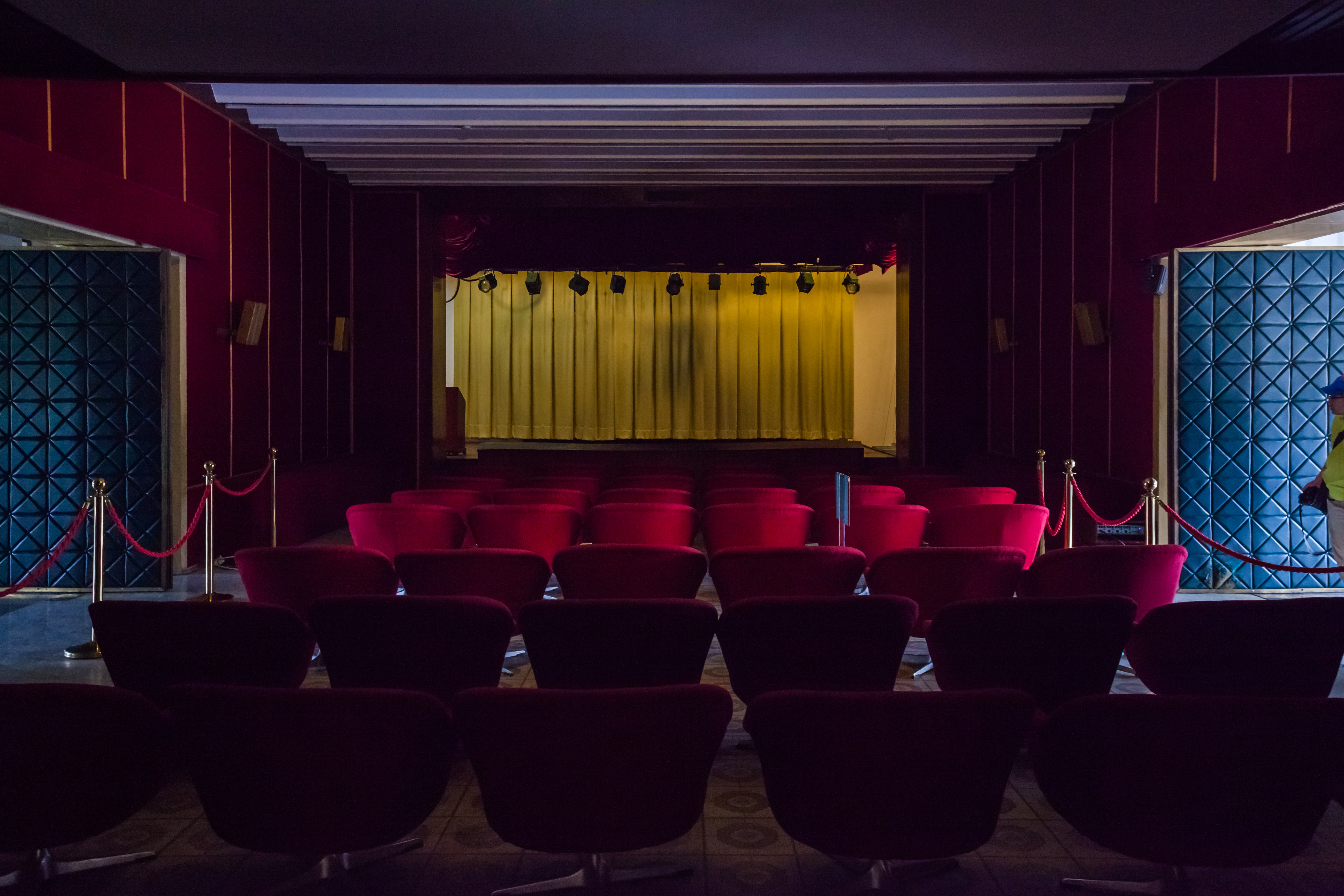
Filmzaal
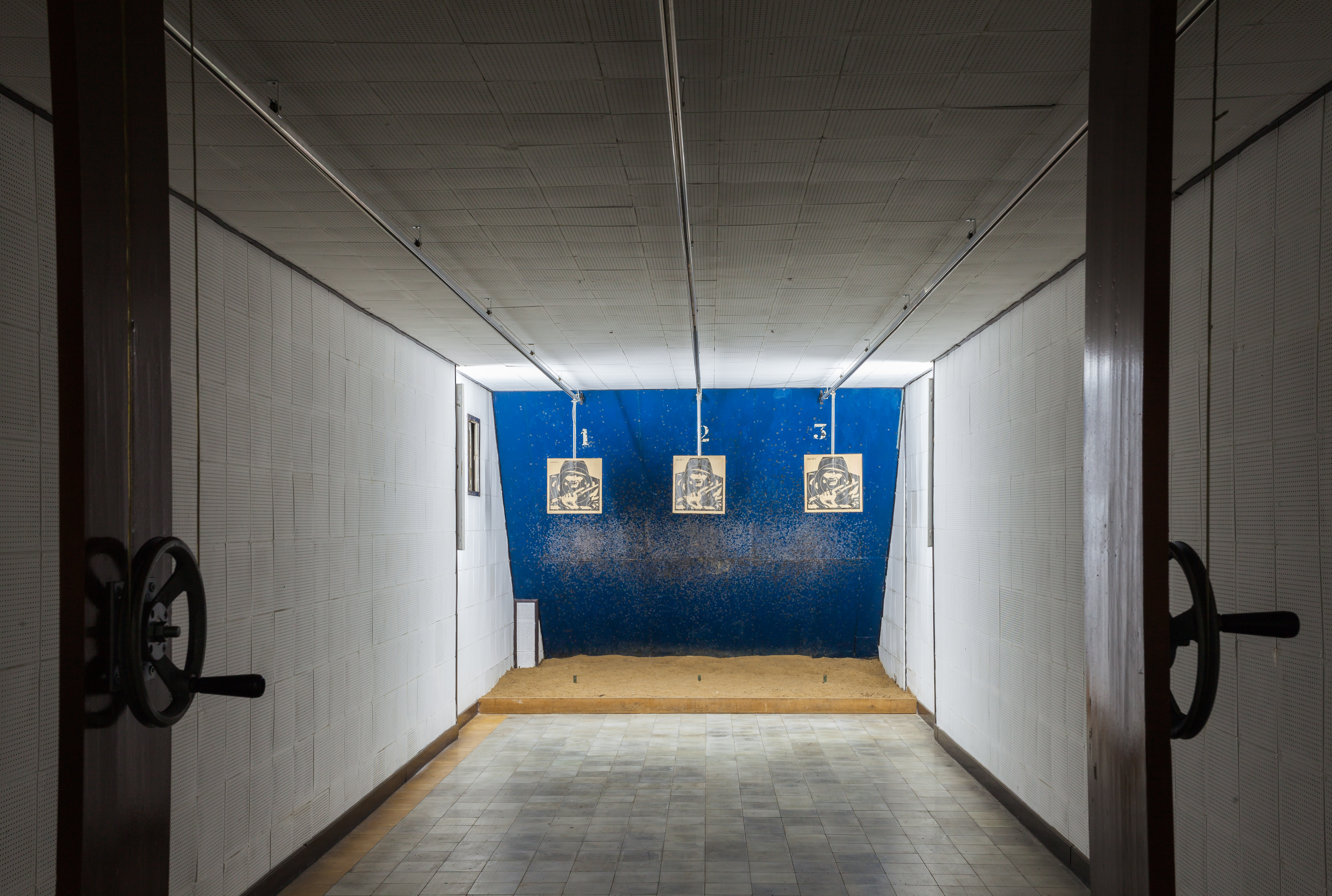
Schietbaan
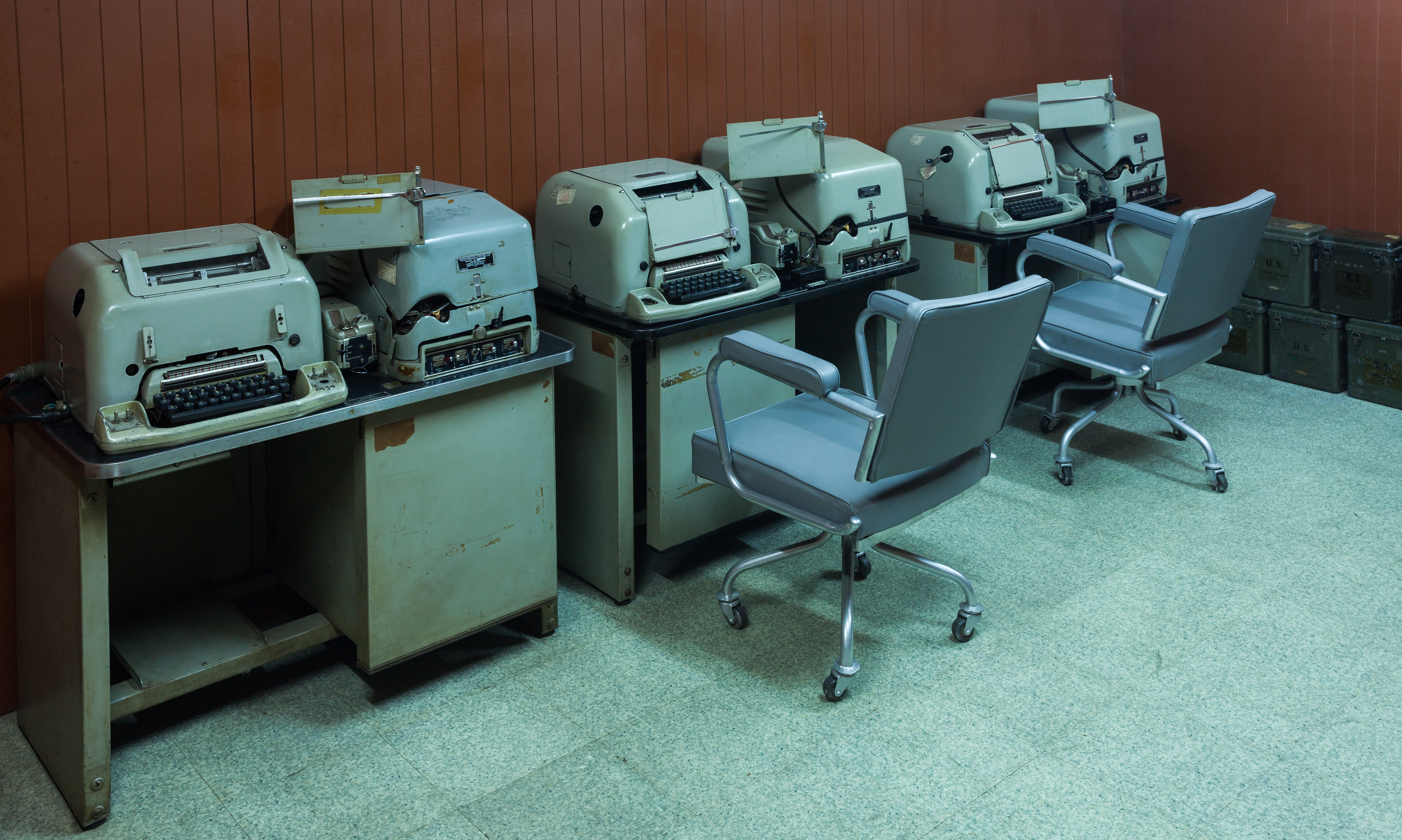
Kantoorruimte in de bunker
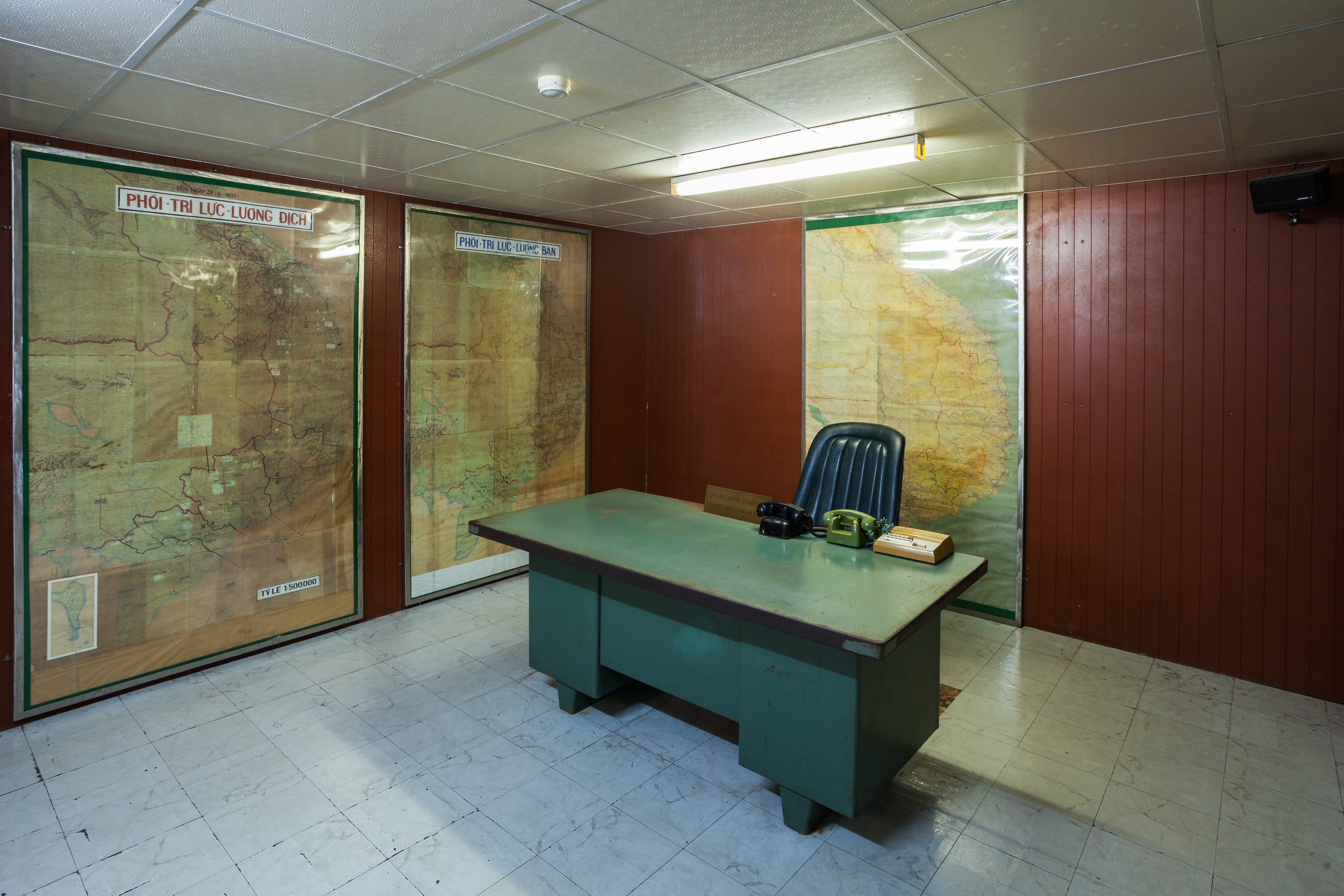
"War room" in de bunker
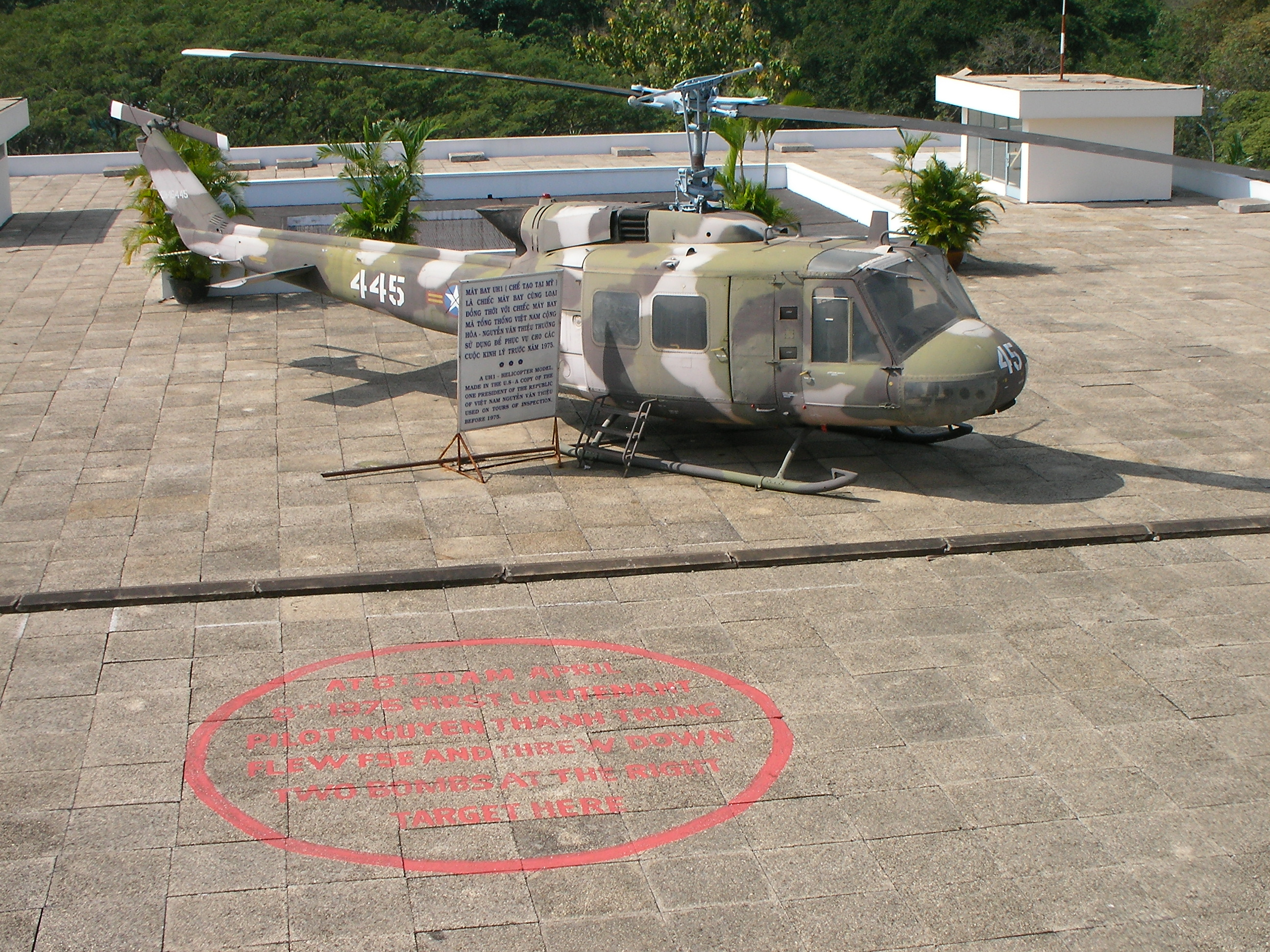
Helicopter op het dak van het paleis
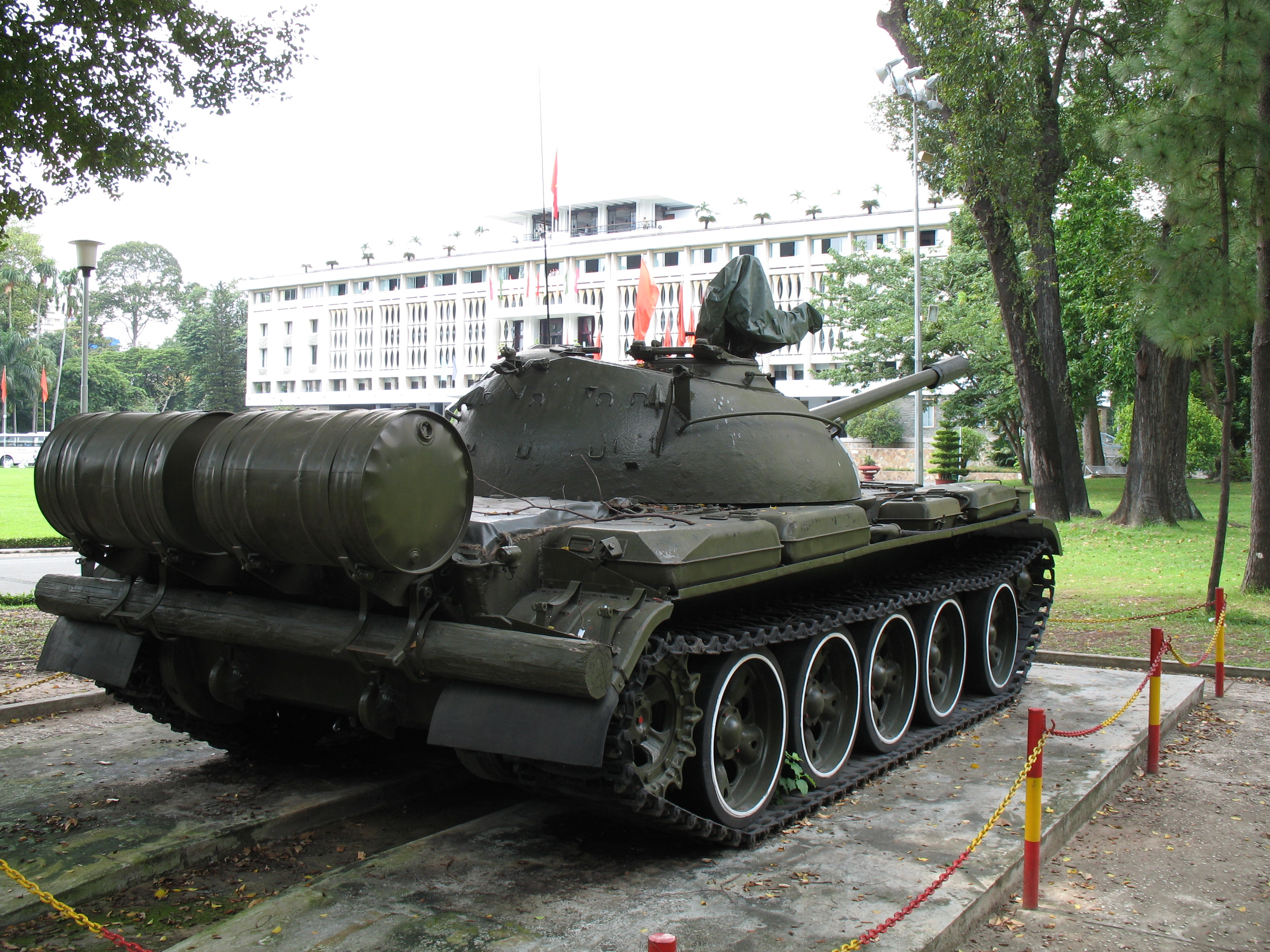
Tank in de tuin van het paleis